# Ardeşen

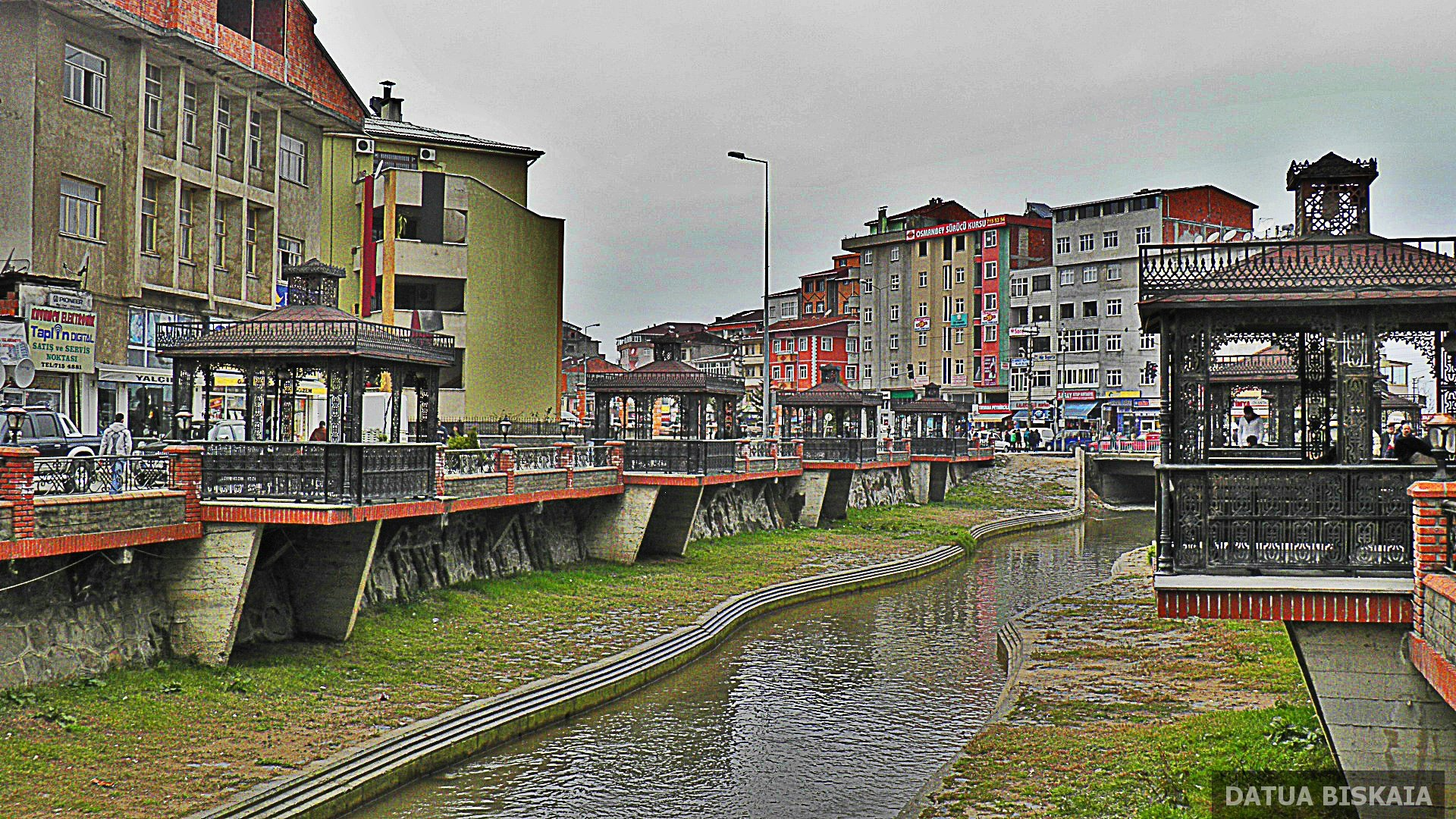
Ardeşen city centre

Ardeşen est une ville et un district de la province de Rize dans la région de la mer Noire en Turquie.